# Калинино (Галичский район)
Кали́нино — деревня в Ореховском сельском поселении Галичского района Костромской области России.

## История
Согласно Спискам населенных мест Российской империи в 1872 году деревня Калинино (Родники) относилась к 1 стану Галичского уезда Костромской губернии. В ней числилось 11 дворов, проживало 30 мужчин и 42 женщины.
Согласно переписи населения 1897 года в деревне проживало 114 человек (51 мужчина и 63 женщины).
Согласно Списку населенных мест Костромской губернии в 1907 году деревня относилась к Котельской волости Галичского уезда Костромской губернии. По сведениям волостного правления за 1907 год в ней числился 21 крестьянский двор и 132 жителя. В деревне имелся маслобойный завод. Основными занятиями жителей деревни, помимо земледелия, был малярный промысел и извоз.
До муниципальной реформы 2010 года деревня также входила в состав Ореховского сельского поселения.

## Население
| 2008 | 2010 | 2012 | 2014 |
| ---- | ---- | ---- | ---- |
| 7    | ↘0   | ↗5   | ↗7   |